# دژابا (داغستان)
دژابا (به لاتین: Dzhaba) یک منطقهٔ مسکونی در روسیه است که در داغستان واقع شده‌است.